# 小山周三
小山周三（こやま しゅうぞう、1940年12月1日- ）は、日本の経営学者、西武文理大学名誉教授。

## 略歴
東京生まれ。1964年早稲田大学法学部卒。西武百貨店勤務を経て1970年セゾン総合研究所・流通産業研究所入所。理事、所長となり、フードシステム総合研究所長を兼務。2000年西武文理大学教授となり、のち名誉教授。

## 著書
- 『流通』 (日経産業シリーズ)日本経済新聞社 1985
- 『ネットワーク型流通産業の時代 産業革命から情報革命へ』ビジネス社 1986
- 『情報価値を創る戦略・活かす経営 市場が読める経済学』 (現代を読む)時事通信社 1988
- 『商業は「豊かさ創造業」になれるか』時事通信社 1991
- 『現代の百貨店 新版』 (日経文庫)日本経済新聞社 1997
- 『サービス経営戦略 モノづくりからサービスづくりへ』NTT出版 2005

### 共編著・監修
- 『外食サービス産業 その成長力と問題点』山口貴久男共著 東洋経済新報社 1979
- 『現代の百貨店 14版』(日経文庫)高丘季昭共著 日本経済新聞社 1984
- 『ホームショッピング新時代 情報型流通戦略』小山周三 [ほか]著 東洋経済新報社 1984
- 『流通業の金融化大作戦』福田順子共著 日本経済新聞社 1987
- 『セゾンの歴史 変革のダイナミズム 下巻』由井常彦編, 橋本寿朗共著 リブロポート 1991
- 『産業の昭和社会史 7 デパート・スーパー』外川洋子共著 日本経済評論社 1992
- 『よくわかる流通のしくみ』監修 西東社 1999
- 『農家農業地域を変えるファーマーズマーケットの戦略的展開』二木季男,坂野百合勝共著 家の光教会 2002
- 『食品流通の構造変動とフードシステム』梅沢昌太郎共編 農林統計協会 (フードシステム学全集)  2004